# Codeberg
Codeberg e.V.は、ソフトウェア開発と共同作業のためのオンラインリソースを提供する非営利団体である。

## 概要
規約によると、Codeberg e.V.は非営利のコラボレーティブ団体として組織されている。団体の基本的な目的はフリーコンテントとFOSSの開発と配布のためのサービスを提供することである。
Codeberg e.V.は寄付を通じて資金を調達している。
2019年1月、Codeberg e.V.は25人の初期メンバーで発足し、主要プロジェクトのCodeberg.orgの状況に関する月間ニューズレターの発行を開始した。
この団体は、アメリカ合衆国でホストされているソフトウェアプロジェクトのリポジトリが、悪意のある人物によるデジタルミレニアム著作権法に基づいた悪意のあるDMCA通告が行われた場合に削除される可能性があるというメンバーの懸念から、本部とコンピュータインフラストラクチャーを欧州連合域内に置くことを選んだ。

## Codeberg.org
Codeberg.orgは、Codeberg e.V.が運営する、Forgejoを基盤としたコラボレーティブ開発環境である。
Forgejoによって提供される中心的なソフトウェアフォージとバグ管理機能に加えて、CodebergはCodebergでホストされているプロジェクト向けの基本的なウェブホスティングサービスのCodeberg Pages、Weblate翻訳サーバ、Woodpecker CIを介したCI/CD機能などの関連サービスを継続的に導入してきた。
2024年1月現在、Codebergは89,000人以上のユーザーによる110,000以上のオープンソースプロジェクトをホストしている。

### 歴史
2018年にマイクロソフトがGitHubを買収した後、開発者のHolger Wächtler、Thomas Boerger、David SchneiderbauerはTeaHubと呼ばれるプロジェクトとしてフォージソフトウェアパッケージのGiteaをフォークした。
Codeberg.orgは2019年1月に発足した。1ヶ月後、Codeberg e.V.には25人のメンバーがおり、Codeberg.orgには379人のユーザーがおり、333のリポジトリをホストしていた。
2022年12月現在、Codeberg.orgはGiteaのフォークのForgejoを使用している。

### 評判
2020年、Ade Malsasa Akbarはubuntubuzz.comのレビューで、FOSSコミュニティの誰もが、特にGitHubの代替を探している人はCodebergに興味を持つと思うと書いた。
2022年6月、Software Freedom Conservancyの「Give Up Github」キャンペーンではGitHubの代替としてCodebergを推奨した。その結果、Codebergはオープンソースコミュニティでの知名度が高まり、多くのオープンソースプロジェクトがCodebergに移行した。